# Vous n'aurez pas ma haine
Ne doit pas être confondu avec  Vous n'aurez pas ma haine  (film).
Vous n'aurez pas ma haine est le premier roman du journaliste Antoine Leiris, publié en 2016 aux éditions Fayard.

## Parutions
Le roman est publié en 2016 aux éditions Fayard, puis paraît chez Le Livre de Poche et Audiolib. Cette dernière est une version audio lue par le comédien André Dussollier et recompensée le 26 mars par le prix « France Culture/Lire dans le noir 2017 ».

## Résumé
L'auteur écrit ce livre après la mort de sa femme, Hélène Muyal-Leiris, le 13 novembre 2015 lors de l'attentat du Bataclan à Paris. À l'origine, « Vous n'aurez pas ma haine » est le titre d'une lettre ouverte qu'il publie sur Facebook aux lendemains de l'attentat, partagée plus de 220 000 fois.
Son moyen de faire face est alors l'écriture, et dans ce livre il raconte son quotidien qui continue après le drame et qu'il doit recréer avec son fils Melvil, âgé de dix-sept mois. Il décrit sa tristesse, ses peurs, ses doutes et le manque laissé par sa femme le long des dix-sept chapitres qui composent son récit.

## Réception critique
Le récit d'Antoine Leiris a été récompensé par deux distinctions,. Il a été généralement bien accueilli par la critique et les lecteurs. Par exemple, Gérard Fromanger souligne la justesse des mots employés par l'auteur qui rendent le récit bouleversant. Raphaël Personnaz, le comédien qui incarne son texte au théâtre et son metteur en scène Benjamin Guillard soulignent eux aussi le brio de l'auteur à mettre des mots sur le drame qu'il a vécu. Il décrit le texte comme un « message de vie qui élimine toute haine » qui ne doit cependant pas s'interpréter comme un oubli ou un pardon.
Le récit a fait l'objet d'articles et chroniques plutôt élogieux dans différents médias, qui s'accordent sur l'aspect bouleversant et poignant de ce témoignage, qui exprime avec justesse l'épreuve que vivent un père et son fils, sans tomber dans le pathos,,. L'hebdomadaire L'Obs décrit ainsi le récit comme un « journal intime ciselé, poétique et bouleversant ».

## Processus d'écriture
L'écriture de ce récit a été rapide, en quelques semaines, et c'est une volonté de l'auteur de transmettre la vérité des émotions brutes. Il dit qu'une fois sur le papier les mots ne lui appartenaient plus et qu'il avait besoin d'une lecture extérieure pour se les réapproprier. Il ne considère pas l'écriture comme une thérapie mais « une parenthèse dans le chagrin » et un espace de possibles qui s'ouvre pour l'esprit enfermé dans le drame. La volonté de livrer ce récit s'est mise en place dès l'écriture de la lettre. Il déclare qu'il s'est par là autorisé à se laisser guider par les mots et a ainsi surmonté le blocage qu'il s'imposait auparavant vis-à-vis de la littérature qu'il considère comme sacrée.
Vous n'aurez pas ma haine ; dans le titre se trouve la volonté de l'auteur de ne pas se laisser happer par ce sentiment qu'il considère comme animal et contrôlable. Il renonce à être dirigé par cette haine pour lui et pour son fils, afin de conserver la lucidité nécessaire à la compréhension et à l'acceptation de la mort de sa femme. Cette volonté se retrouve dans le récit dans lequel la haine ne transparait pas et dans lequel il se désintéresse des terroristes, auxquels il ne veut pas accorder une place qu'il réserve à Hélène.

## Adaptations

### Théâtrale
- 2017 : Pièce de théâtre réalisée par le metteur en scène Benjamin Guillard. Avec Raphaël Personnaz, 984 Productions[11]. Cette adaptation a obtenu le Molière seul(e) en scène 2018.

### Cinématographique
- 2022 :  Vous n'aurez pas ma haine de Kilian Riedhof